# Острів Торупа
О́стрів То́рупа (рос. Остров Торупа) — острів в Північному Льодовитому океані, у складі архіпелагу Земля Франца-Йосифа. Адміністративно відноситься до Приморського району Архангельської області Росії.

## Географія
Острів знаходиться в північній частині архіпелагу, входить до складу Землі Зичі. Розташований в протоці Трінінген, на північний схід від острова Карла-Александра.
Острів не вкритий льодом, більшу його частину займає скеля висотою 128 м. На півдні, на невеликому півострові, знаходяться кам'янисті розсипи.

## Історія
Острів названий на честь норвезького професора фізіології Софуса Торупа, учасника підготовки багатьох норвезьких полярних експедицій.